# Minecraft Earth
Minecraft Earth foi um jogo para celular de realidade aumentada desenvolvido pela Mojang Redmond e publicado pela Xbox Game Studios para Android e iOS. O jogo é baseado no jogo multiplataforma Minecraft, e foi lançado em sua versão de acesso antecipado em 04 outubro de 2019, posteriormente sendo lançado globalmente em 11 de dezembro de 2019. Em 5 de janeiro de 2021 a Microsoft anunciou que Minecraft Earth seria descontinuado em 30 de junho.

## Jogabilidade
O jogo é centrado em construir estruturas, recolher recursos e exploração. O jogador poderá construir, acessar ícones "Aventuras", que podem ser quebra-cabeças ou tarefas específicas, e enfrentar entidades hostis utilizando-se de realidade aumentada em um sistema multijogador. Esse modo de jogo recompensará o jogador com moedas virtuais. Minecraft Earth interagirá com o mundo real e mostrará recursos coletáveis através de um ícone escrito "tocável" e levará em conta objetos físicos, como árvores ou lagos, para que haja menos incidentes e interferências com a simulação.